# Lyu Jianlin
Lyu Jianlin (en chino: 吕健林; Longchang, 26 de julio de 1996) es un deportista chino que compite en tiro, en la modalidad de tiro al plato. Participó en los Juegos Olímpicos de París 2024, obteniendo una medalla de bronce en la prueba de skeet mixto (junto con Jiang Yiting).

## Palmarés internacional
| Juegos Olímpicos | Juegos Olímpicos | Juegos Olímpicos  | Juegos Olímpicos |
| Año              | Lugar            | Medalla           | Prueba           |
| ---------------- | ---------------- | ----------------- | ---------------- |
| 2024             | París (Francia)  | Medalla de bronce | Skeet mixto      |